# Fetih II Giray
Fetih II Giray, född okänt år, död 1746, var Krimkhanatets khan 1736–1737. 